# Xã Gratis, Quận Preble, Ohio
Xã Gratis (tiếng Anh: Gratis Township) là một xã thuộc quận Preble, tiểu bang Ohio, Hoa Kỳ. Năm 2010, dân số của xã này là 4.408 người.